# Mortes em 2022
Esta é uma relação de pessoas notáveis que morreram durante o ano de 2022.